# Goffredo III d'Angiò
Goffredo di Château-Landon, detto il Barbuto (in francese Geoffroy III d'Anjou, dit le Barbu; Château-Landon, 1040 – 1096/7), fu conte di Gâtinais e signore di Château-Landon dal 1045, poi conte di Angiò e conte di Tours, dal 1060, al 1068.

## Origine
Figlio maschio primogenito del Conte di Gâtinais e signore di Château-Landon, Goffredo II e di sua moglie (il matrimonio viene confermato dalla Ex Historiæ Andegavensis Fragmento scritta dal loro figlio, Folco IV "il Rissoso"), Ermengarda detta Bianca d'Angiò, figlia del conte d'Angiò, Folco III Nerra o "il Nero" e di Ildegarda, di cui non si conosce gli ascendenti, ma sicuramente originaria della Lotaringia; Ermengarda fu anche sorella del conte d'Angiò, Goffredo II "Martello" e madre, oltre che di Goffredo, anche del conte d'Angiò, Folco IV "il Rissoso".
Goffredo II di Gâtinais, detto Ferreol, secondo il documento n° XIX del Cartulaire de l'église Notre-Dame de Paris, Tomes I, era il figlio primogenito del conte consorte di Gâtinais, Ugo di Perche (filiis Hugonis Pertice, scilicet Gosfredo et Letoldo) e di Beatrice di Macon, figlia del conte Aubry II di Mâcon e di Ermentrude di Roucy, figlia del conte di Reims e signore di Roucy, Rinaldo(secondo la genealogia n° V delle Genealogiæ comitum Andegavensium, Beatrice era figlia di Alberico, discendente dal conte di Vesontio).

## Biografia
Tra il 1043 ed il 1045, alla morte suo padre, essendo il maschio primogenito, Goffredo ereditò la contea di Gâtinais e la signoria di Château-Landon, molto probabilmente sotto la tutela della madre, che, verso il 1048, si sposò, in seconde nozze, con il duca di Borgogna, Roberto I il Vecchio, come ci conferma la genealogia n° I delle Genealogiæ comitum Andegavensium.
Secondo la Chronica de Gesta Consulum Andegavorum, Chroniques d'Anjou suo zio materno, il Conte d'Angiò, Goffredo II "Martello", nel 1060, essendo ammalato, abbandonò i suoi titoli lasciandoli ai nipoti, il conte di Gâtinais, Goffredo III il Barbuto e suo fratello, Folco IV "il Rissoso", e, secondo la nota n° 3 del documento n° CXLIII del Cartulaire de l'abbaye cardinale de la Trinité de Vendôme, Tomes I, Goffredo Martello morì il 14 novembre 1060, nel monastero che lui aveva fondato (Abbaye Saint-Nicolas d'Angers), dove era stato assistito durante la sua malattia e dove aveva indossato l'abito monacale, assistito dal nipote, Folco "il Rissoso", mentre suo successore fu Goffredo III il Barbuto, mentre secondo le Chronicæ sancti Albini Andegavensis, Chroniques des Eglises d'Anjou Goffredo Martello mori il 14 novembre 1061 e gli successe il nipote, Folco IV "il Rissoso" (MLXI - Obiit Gaufridus Martellus, XVIII Kalend.decembris, cui successit Fulgo cognominatus Rechin).
Nel 1060, Goffredo detto "il Barbuto", divenne conte d'Angiò e di Turenna, come Goffredo III, mentre suo fratello, il secondogenito, Folco IV "il Rissoso" ricevette la Saintonge e la signoria di Vihiers.
Nel 1061, il duca d'Aquitania, Guido Goffredo di Guascogna, invase la Saintonge, ma fu sconfitto da Folco e da Goffredo III il Barbuto alle sorgenti del fiume Boutonne. Ma l'anno dopo il duca d'Aquitania, Guido Goffredo ritornò e, dopo aver occupato Saintes sconfisse e scacciò Folco dalla Saintonge.
Nel 1062, Goffredo controfirmò il documento CLIX, del Cartulaire de l'abbaye cardinale de la Trinité de Vendôme, Tome I, in cui viene citato come Goffredo III (Gaufredi comitis tertii).
In quello stesso anno, alla morte di Eriberto II, conte del Maine, il duca di Normandia, Guglielmo il Bastardo, occupò il Maine a nome di Margherita del Maine e suo figlio, Roberto (qualche anno prima, essendo molto giovane, Eriberto II, che nel documento n° 15 del Cartulaire de l'abbaye de Saint-Vincent du Mans, datato 15 novembre 1058, viene citato come bambino, Herberto puerulo comite, si era riconosciuto vassallo del duca di Normandia e dato che non aveva eredi, il duca di Normandia, Guglielmo aveva stipulato un contratto di fidanzamento tra suo figlio (di pochi anni) Roberto e Margherita, la sorella di Eriberto, con la clausola che, alla morte di Eriberto II, sempre senza eredi, il futuro genero, Roberto avrebbe ereditato la contea), e, dopo aver fatto imprigionare i successori di Eriberto, Biota del Maine († ca. 1064), figlia di Eriberto I detto Evigilans canis (Cane Sveglio), e suo marito, Gualtiero I († ca. 1064), conte del Vexin e di Amiens, continuò ad occupare la contea anche dopo la morte di Margherita avvenuta nel 1063.
Dopo l'avvento al potere di Goffredo III il Barbuto, alcuni baroni e visconti iniziarono una ribellione e, nel 1062, si ebbe la ribellione di Goffredo di Pruliaco ed altri nobili, come ci narra la Ex Chronico Turonensi, che fu ucciso e Goffredo, in Turenna, distrusse un'abbazia (Turoniæ, Abbatiam Majoris-Monasterii). La politica inetta di Goffredo contribuì ad aumentare la situazione di crisi.
Negli anni successivi, non accontentandosi della signoria di Vihiers, il fratello di Goffredo III, Folco il Rissoso, si unì ai baroni che facevano la fronda a Goffredo III e, in poco tempo, riuscì a radunare intorno a sé il partito degli insoddisfatti: secondo il Chronicon Vindocinense, nel 1067, Goffredo fu sconfitto dal fratello a Saumur, impadronendosi della città e, nel 1068, Folco riuscì a catturare Goffredo; Folco si impadronì dei titoli e dei domini del fratello, che fu imprigionato, nel Castello di Chinon, nella Turenna.
La catture e conseguente prigionia di Goffredo III sono citate anche dalla Chronica domni Rainaldi archidiaconi sancti Mauricii Andegavensis, Chroniques des Eglises d'Anjou,.
Ma questa usurpazione fu poco gradita dal re di Francia, Filippo I e dai suoi vicini, il conte di Blois, Tebaldo III e da alcuni baroni della contea del Maine. Folco IV il Rissoso fu sconfitto, ma ottenne la pace cedendo il Gâtinais alla corona di Francia, però nonostante le pressanti richieste di Filippo I e di Tebaldo III, Goffredo III continuò ad essere incarcerato.
Comunque dopo l'usurpazione, la contea d'Angiò non ebbe più pace, perché i baroni furono in perenne ribellione obbligando Folco IV ad una guerra continua e anche quando, dopo alcuni anni, ottenne il riconoscimento di tutti i baroni, il paese era ridotto allo stremo.
Nonostante le richieste e le pressioni esercitate dal re di Francia, Filippo I e dal conte di Blois, Tebaldo III, Goffredo III il Barbuto fu tenuto in carcere sino alla metà degli anni novanta, quando, nel 1095 circa, Folco IV si piegò alle insistenze di papa Urbano II e liberò il fratello, che dopo circa 27 anni di prigionia era quasi impazzito.
Goffredo visse ancora alcuni mesi e poi morì, nel 1097 circa.

## Matrimonio e discendenza
Prima del 1060, Goffredo aveva sposato Giuliana († dopo il 1067), figlia del signore di Langeais, Hamelin e della moglie, Helvise de Mondoubleau.
Goffredo da Giuliana non ebbe figli.

## Ascendenza
|                                  |                    |                     | Genitori               |  |  | Nonni |  |  | Bisnonni |  |  | Trisnonni |  |
|                                  |                    |                     |                        |  |  |       |  |  | …        |  |  | …         |  |
|                                  |                    |                     |                        |  |  |       |  |  | …        |  |  | …         |  |
|                                  |                    | …                   |                        |  |  |       |  |  | …        |  |  |           |  |
| Ugo di Perche, Conte di Gâtinais |                    |                     |                        |  |  |       |  |  | …        |  |  |           |  |
|                                  |                    | …                   | …                      |  |  |       |  |  |          |  |  |           |  |
|                                  |                    | …                   | …                      |  |  |       |  |  |          |  |  |           |  |
|                                  |                    | …                   | …                      |  |  |       |  |  |          |  |  |           |  |
| Goffredo II di Gâtinais          |                    | …                   |                        |  |  |       |  |  |          |  |  |           |  |
|                                  |                    | Aubry II di Mâcon   | …                      |  |  |       |  |  |          |  |  |           |  |
|                                  |                    | Aubry II di Mâcon   | …                      |  |  |       |  |  |          |  |  |           |  |
|                                  |                    | Aubry II di Mâcon   | …                      |  |  |       |  |  |          |  |  |           |  |
| Beatrice di Mâcon                |                    | Aubry II di Mâcon   |                        |  |  |       |  |  |          |  |  |           |  |
|                                  |                    | Ermentrude di Roucy | Rinaldo di Coucy       |  |  |       |  |  |          |  |  |           |  |
|                                  |                    | Ermentrude di Roucy | Rinaldo di Coucy       |  |  |       |  |  |          |  |  |           |  |
|                                  |                    | Ermentrude di Roucy | Alberada di Lotaringia |  |  |       |  |  |          |  |  |           |  |
| Goffredo III d'Angiò             |                    | Ermentrude di Roucy |                        |  |  |       |  |  |          |  |  |           |  |
|                                  | Goffredo I d'Angiò | Folco II d'Angiò    |                        |  |  |       |  |  |          |  |  |           |  |
|                                  | Goffredo I d'Angiò | Folco II d'Angiò    |                        |  |  |       |  |  |          |  |  |           |  |
|                                  | Goffredo I d'Angiò | Gerberga            |                        |  |  |       |  |  |          |  |  |           |  |
| Folco III Nerra o "il Nero"      | Goffredo I d'Angiò |                     |                        |  |  |       |  |  |          |  |  |           |  |
|                                  |                    | Adele di Troyes     | Roberto di Vermandois  |  |  |       |  |  |          |  |  |           |  |
|                                  |                    | Adele di Troyes     | Roberto di Vermandois  |  |  |       |  |  |          |  |  |           |  |
|                                  |                    | Adele di Troyes     | Adelaide di Châlon     |  |  |       |  |  |          |  |  |           |  |
| Ermengarda detta Bianca d'Angiò  |                    | Adele di Troyes     |                        |  |  |       |  |  |          |  |  |           |  |
|                                  |                    | …                   | …                      |  |  |       |  |  |          |  |  |           |  |
|                                  |                    | …                   | …                      |  |  |       |  |  |          |  |  |           |  |
|                                  |                    | …                   | …                      |  |  |       |  |  |          |  |  |           |  |
| Ildegarda di Sundgau             |                    | …                   |                        |  |  |       |  |  |          |  |  |           |  |
|                                  |                    | …                   | …                      |  |  |       |  |  |          |  |  |           |  |
|                                  |                    | …                   | …                      |  |  |       |  |  |          |  |  |           |  |
|                                  |                    | …                   | …                      |  |  |       |  |  |          |  |  |           |  |
|                                  |                    | …                   |                        |  |  |       |  |  |          |  |  |           |  |

### Fonti primarie
- (LA)  Rerum Gallicarum et Francicarum Scriptires, tomus X.
- (LA)  #ES Chroniques des comtes d´Anjou et des seigneurs d´Amboise.
- (LA)  Cartulaire de l'église Notre-Dame de Paris, Tomes I.
- (LA)  Chroniques des Eglises d'Anjou.
- (LA)  Rerum Gallicarum et Francicarum Scriptires, tomus XII.
- (LA)  Cartulaire de l'abbaye cardinale de la Trinité de Vendôme, Tome I.
- (LA)  Cartulaire de l'abbaye cardinale de la Trinité de Vendôme, Tome IV.

### Letteratura storiografica
- Louis Halphen, "La Francia dell'XI secolo", cap. XXIV, vol. II (L'espansione islamica e la nascita dell'Europa feudale) della Storia del Mondo Medievale, 1999, pp. 770–806.
- William John Corbett, "L'evoluzione del ducato di Normandia e la conquista normanna dell'inghilterra", cap. I, vol. VI (Declino dell'impero e del papato e sviluppo degli stati nazionali) della Storia del Mondo Medievale, 1999, pp. 5–55.
- (LA)  Marchegay, P. e Salmon, A., Chroniques d'Anjou Tomo I.